# Spinomantis nussbaumi
Spinomantis nussbaumi är en groddjursart som beskrevs av Cramer, Rabibisoa och Christopher John Raxworthy 2008. Spinomantis nussbaumi ingår i släktet Spinomantis och familjen Mantellidae. Inga underarter finns listade i Catalogue of Life.